# Heijirō Nakayama
Pour les articles homonymes, voir Nakayama (homonymie).
Heijirō Nakayama (中山 平次郎, Nakayama Heijirō), né le 3 juin 1871 à Kyoto et décédé le 29 avril 1956, est un pathologiste et archéologue japonais.

## Biographie
Nakayama naît à Kyoto en 1871 au sein d'une famille de médecins et se rend à Tokyo en 1874. Au cours de ses années d'enseignement secondaire, il s'intéresse à l'archéologie et trouve de restes, peut-être de poterie de la période Yayoi. Diplômé de la faculté de médecine de l'Université impériale de Tokyo, il étudie en Allemagne de 1903 à 1906. Sur le navire qui le transporte se trouve Sunao Tawara, un autre pathologiste. Nakayama est nommé professeur de pathologie à l'université médicale de Kyushu de l'Université impériale de Kyoto, actuelle Université de Kyūshū à l'âge de 35 ans. Morihiko Nakayama, frère ainé de Nakayama, y est professeur de chirurgie. Guo Moruo, un médecin chinois, et Hakaru Hashimoto comptent parmi les étudiants de Nakayama. Hashimoto remercie ce dernier pour l'avoir guidé de ses conseils dans sa recherche ce qui amène au nom de thyroïdite de Hashimoto. Nakayama étudie le cycle de vie du Schistosoma japonicum.

## Archéologie
En 1909, il est accidentellement infecté par des bactéries pyogènes lors d'une autopsie mais heureusement n'en succombe pas. Il arrête alors complètement les études de pathologie et commence son travail en archéologie. Sunao Tawara, professeur de pathologie, pathologiste d'un autre département de l'Université de Kyushu entreprend des études pathologiques.

## Ère Taishō
Durant l'ère Taishō (1912-1926), il écrit exclusivement pour la revue Kohkogakuzasshi  ce qui lui attire des critiques l'accusant de monopoliser ce journal bien que celui-ci soit ouvert à tous les contributeurs du pays. Au cours des premières années de l'ère Shōwa, sensible à ces critiques, il interrompt ses études et passe son temps à pêcher près de sa maison, le long de la baie de Hakata. Après la Seconde Guerre mondiale, il enseigne l'archéologie à Dairoku Harada qu'il a fait rapatrier.

## Découvertes archéologiques
- Désignation du Genkō Bōrui. Il existait une longue ligne de structure de défense en pierre le long de la baie de Hakata, construite contre une possible attaque en provenance de Mongolie et Nakayama l'a nommée Genkō Bōrui en 1913. Cette structure portait auparavant le nom Ishitsuiji.
- Il étudie le site du sceau du roi de Na, un Trésor national offert par la Chine. Le site est découvert par un paysan le 12 avril 1784 sur l'île de Shikano-shima dans la préfecture de Fukuoka. Heureusement resté tel qu'il était, le sceau est à présent conservé au musée de Fukuoka.
- Découverte de différents vestiges maintenant considérés comme appartenant à la période Yayoi.
- Proposition du site de Kohrokan à Hakata. Il propose que cela se trouve au château de Fukuoka, ce qui se vérifie après des fouilles en 1987.

## Articles
- Historic remains around Fukuoka, dans Fukuoka Nichi Nichi Shimbun, 1912.
- The value of Genko Borui (Long stone fort against another invasion by Mongolia) dans Fukuoka Nichi NichiShimbun, 1913. (He named the remains Genko Borui).
- The remains of the Intermediate Period (corresponding to Yayoi Period), dans Kokogaku Zasshi, vol. 7, no 10, 11, vol.8, 1,3, 1917-1918.
- Kohrokan, the foreign affairs bureau of Japan, is in the Fukuoka Castle. dans Kohkogaku Zasshi, 16,1926,17,1927. (1926-1927)

## Source de la traduction
- (en) Cet article est partiellement ou en totalité issu de l’article de Wikipédia en anglais intitulé « Heijiro Nakayama » (voir la liste des auteurs).